# Рио-Гранде (Аргентина)
Рио-Гранде (исп. Río Grande) — город и порт на юге Аргентины. Самый крупный город провинции Огненная Земля и административный центр одноимённого департамента.

## География

Город расположен на крайнем юге Аргентины, на северо-восточном побережье острова Огненная Земля, в устье реки Рио-Гранде. Один из самых южных городов мира (южнее только Ушуая, Тольюин и несколько чилийских посёлков).
Пейзаж вокруг города — холмистая равнина, почти полностью лишённая растительности. В основном, растения представлены лугами, редко встречаются деревья. Это связано с господствующими здесь сильными ветрами Южного океана и полузасушливым климатом.